# 오우데나르데 전투
오우데나르데 전투(Battle of Oudenarde)는 1708년 7월 11일 영국, 네덜란드, 신성로마제국군이 한 편을 이루고 프랑스가 그 반대편에 서서 벌인 스페인 왕위 계승 전쟁의 중요한 전투이다. 이 전투는 벨기에의 오우데나르데에서 벌어졌고, 동맹군의 결정적인 승리가 되었다.

## 서막
영국과 네덜란드 공화국, 그리고 신성로마제국은 프랑스 왕국와 스페인이 통합될 수 있다는 생각에 전율하였고, 이는 그들로 하여금 프랑스에 대항하는 동맹을 결성하게 만들어 스페인 왕위 계승 전쟁을 일으키도록 하였다. 동맹군의 사령관 말버러 공작 1세 존 처칠(John Churchill, 1st Duke of Marlborough)과 그의 최고의 대리인이라 할 수 있는 사보이아의 외젠 공작(Prince Eugène of Savoy)은 친한 친구사이이기도 했다. 그러나 반대로 프랑스군의 장군들은 서로 사이가 좋지 않았다. 방돔 공작 루이조제프 드 부르봉(Louis Joseph, duc de Vendôme)은 경험이 많은 베테랑 군인이었다. 하지만 부르고뉴 공작(Duke of Burgundy)은 상대적으로 경험이 적고 국왕 루이 14세의 손자라는 자신의 지위 덕분에 많은 이익을 보고 있던 인물이었다.
말버러 공작의 군대는 약 90,000명(112개 보병 대대와 197개 기병 대대)으로 추산되었는데, 이들은 브뤼셀(Brussels)의 남부에 머물러 있었다. 외젠 공작은 현재 독일령인 코블렌츠(Coblenz)에서 군대를 조직했다. 이 두 지역은 프랑스의 약 100,000명에 달하는 군대(130개 보병 대대와 216개 기병 대대)가 현재의 벨기에에 소속되어 있는 몽스(Mons)에 집결돼 있는 것에 비하여, 꽤 멀리 떨어져 있었다.
이때 프랑스 지휘관들은 다투기 시작했다. 방돔은 추격중인 말버러 공작을 끌어들이기 위해 위이(Huy)시를 공격하기를 원했다. 그러나 최종적으로 채택된 전략은, 루이 14세의 명에 따라 플랑드르(Flanders)를 공격하는 것이었다. 군대는 브뤼셀에서 남쪽으로 약 25km 정도 떨어져 있는 브라인 알뤼드(Braine-l'Alleud)시에 도착할 때까지 동쪽으로 이동하였다. 그리고 루뱅(Leuven)시 근처를 위협하기 시작했다. 말버러 공작은 위협받는 두 도시를 구원하기 위해 루뱅에서 몇 마일 떨어진 곳에 군대를 배치했다.
프랑스군은 약 한 달 넘게 움직임을 보이지 않았다. 이러한 프랑스군의 행동은 겉보기에는 라인강변으로부터 그의 병력을 이끌고 오는 외젠 공작에게 극단적으로 시간을 벌어주는 것처럼 보였다. 그러나 7월 5일 프랑스군은 급작스럽게 서쪽으로 향하여 브뤼주(Bruges)와 겐트(Ghent)를 점거하였다.(비록 300명의 영국군이 겐트에서 며칠 동안 농성을 하긴 했다.) 이는 말버러 공작과 그의 군대를 극도로 혼란에 빠지게 했고, 이러한 상황은 외젠 공작이 도착할 때까지 회복되지 않았다.
프랑스군은 새로 점령한 겐트의 경계선으로부터 프랑스에 이르기까지 스헬더강(Scheldt)의 전역을 제압하였고, 오직 영국의 요새인 오우데나르데 만이 남아있었을 뿐이었다. 만약 이 도시가 함락된다면 말버러 공작의 군세는 해안으로부터 고립되게 되고 이는 영국본토와의 연락이 두절되게 할 것이었다.
말버러 공작은 프랑스군의 이러한 목표를 탐지하였고, 오우데나르데의 도시를 함락시키려는 프랑스군의 계책을 추측하였다. 그들은 양군 사이에 많은 지원병을 남겨둔 채 말버러 공작의 군세와 근접한 곳에 있는 스헬더강 강변의 동쪽으로 진군해 내려갈 것이다 프랑스군은 7월 8일 레신(Lessines)쪽으로 진군을 하였다. 그러나 말버러 공작은 역사상 가장 의욕적인 진군중 하나로 꼽힐만한 진군을 개시하여 7월 10일 도시를 손에 넣었다. 이는 프랑스군으로 하여금 단순히 스헬더강을 넘어 진군을 하도록 하게 하여 그렇게 함으로써 오우데나르데를 점령하도록 시도하게 만들었다.
말버러 공작은 다시금 전군에 출진명령을 내렸다. 그리고 이때 그는 병참사령관인 윌리엄 케도건(William Cadogan) 휘하의 11,000명의 군대로 하여금 스헬더강을 건너는 주요 지점을 확보하도록 명하였다. 케도건의 군대는 5개의 임시다리를 만들어 오전 9시 경 프랑스의 정찰대가 동맹군의 정체를 눈치 채지 못한 상태에서 말버러 공작 휘하의 10만의 군세가 무사히 강을 건너게 하였다.

## 전투

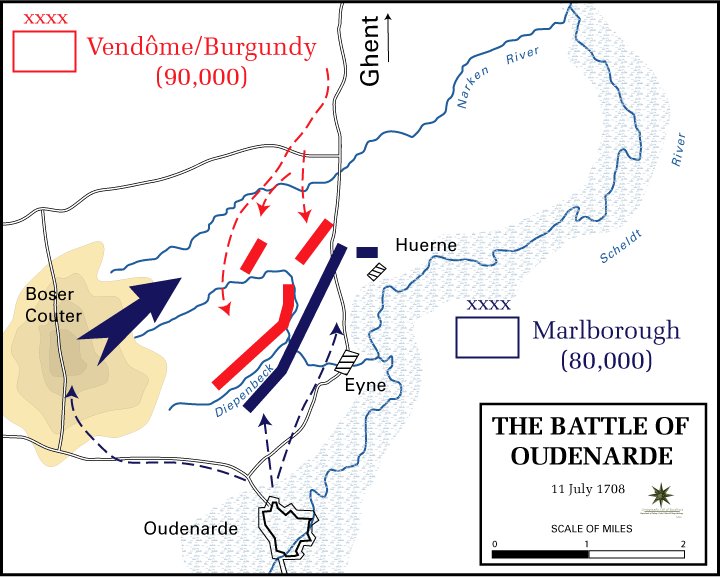
오우데나르데 전투 지도

훌륭한 아일랜드 기병대의 지휘관이기도 한 케도건은 덴마크 장군 조르겐 란차우(Jørgen Rantzau) 휘하의 용기병대로 하여금 프랑스의 전위부대를 공격하게 하여 포로로 잡았다. 적군의 대다수는 도망치거나 선봉부대의 지휘를 맡고 있던 부사령관 비론 공작 샤를 아르망 드 곤트(Charles-Armand de Gontaut, duc de Biron)에게 동맹군이 서쪽 강둑에 있음을 알렸다.
비론이 진군했을 때. 그는 이미 강을 건넌 채 보병들과 함께 접근해 오고 있는 동맹군 기병대 숫자에 믿을 수 없을 만큼 놀랐다. 비록 그는 방돔으로부터 공격하라는 명령을 받았지만, 그는 20개 보병 대대(임시 다리에 남아서 호위를 맡고 있는 4개 대대를 포함한)의 지원부대의 열을 보고 주저하였다. 비론은 오직 20개 기병 대대와 7개 보병 대대만이 있었을 뿐이다. 비론은 이때 이 지역의 늪지대에서 기병대는 제대로 움직일 수 없다는 믿을 만한 조언을 받고는 강을 건너는 적에 대한 공격을 포기했다. 이때 외젠 공작은 20개 프로이센 기병대와 함께 강을 건너 유리한 고지를 점거하였다.
비론의 군대가 움직이는 동안에 경험은 없지만 재능은 있었던 아가일 공작 2세 존 캠벨(John Campbell, 2nd Duke of Argyll)이 지휘를 맡아 전군의 선두를 이끌고 있던 영국의 보병 여단이 도착하였다. 케도건은 말버러 공작의 명령에 따라 비론의 7개 보병 대대(스위스 용병대로 구성된)에 대한 공격을 기병이 주축이 된 그의 군세와 함께 시작했다. 고립된 스위스 용병대는 즉각적으로 격퇴되었고, 동맹군 군대는 지원을 위한 프랑스의 대규모 기병대가 도착할 때까지 비론의 기병대대를 격파하였고, 결국 이 프랑스 기병들은 수적으로 압도되어 물러날 수밖에 없었다. 이러한 움직임은 후세의 영국의 왕 조지 2세(George II)가 소속되어 있던 란차우 기병대에 의해 이루어졌다.
부르고뉴 공작은 다른 결정적인 실수를 하고 말았는데, 그는 방돔의 항의에도 불구하고 공격을 결심하였다. 프랑스의 우익은 좌익이(알려지지 않은 이유로) 위이세(Huysse)에서 고정된 채로 머물러 있는 동안 에인(Eyne) 근처의 동맹군에 대한 공격을 시작하였다. 그러는 동안에 동맹군 좌익은 아주 유리한 위치를 고수하고 있었다. 28개 기병 대대가 공격을 받은(약 오후 4시보다 조금 일찍 시작되었다.) 케도건의 보병대 오른쪽 옆구리를 보호하고 있었다.
부르고뉴는 두비슬라브 그네오마르 본 나즈멜(Dubislav Gneomar von Natzmer) 휘하의 프로이센 기병대에 대한 공격을 명하였다. 비록 격전이 일어났지만, 이 공격은 분산되었다. 그리고 방돔은 모호한 결정을 내렸다. 그는 개인적으로 12개 여단을 이끌고 공격을 개시하여 단병접전을 개시하였다. 이는 부르고뉴 공작이 그의 사령부에서 전장을 보지 않고 있었던 반면에 다른 사령관인 방돔은 통솔권을 가지지 못한 상태에서 개인적으로 싸우고 있었음을 의미했다.
많은 역사가들은 동맹군의 약한 우익이 프랑스군 좌익의 공격에 의해 거의 붕괴했음에 동의한다. 방돔은 이를 깨닫고 부르고뉴에게 좌익과 함께 공격을 할 것을 허가해주길 원했다. 부르고뉴 공작은 부정적인 대답을 보내왔다. 그러나 이 연락은 전달되지 못했다. 그러므로 상황은 고전하고 있는 그의 군대에 대해 지원이 있을 것이라고 믿고 있던 방돔에게 더욱 악화되고 말았다. 그의 군대는 길게 늘려졌고, 동맹군의 좌익에게 포위당할 위험에 처하게 되었다. 아가일 부대가 접근했을 때 그들은 동맹군의 전열을 길게 분산시켜 놓았으나, 이는 위험으로부터 프랑스군을 지키는 데 충분히 빠른 조치가 아니었다.

## 동맹군 측면 작전행동
말버러 공작은 그의 사령부를 좌익으로 옮겨 외젠 공작에게 우익에 대한 명령권을 위임하였다.(이 우익부대는 프랑스군의 좌익 부대의 움직임을 계속적으로 주시하고 있었다.) 우익이 공격당하는 동안에 말버러 공작은 탁월한 명령을 내렸다. 그는 새롭게 도착한 헤센과 하노버의 보병대대를 외젠 공작의 도움을 위해 움직인 프로이센 장군 칼 폰 로템(Carl von Lottum)휘하의 20개 보병대대를 대신하여 좌익에 배치하였다. 이러한 움직임은 우익을 지원하고 로템의 군대를 숨돌리게 만드는 동시에 중요한 좌익에 지치지 않은 생생한 병사들을 배치하게 하였다.
말버러 공작은 양쪽의 포위에 관하여 명확하게 말하기 시작했다. 그는 경험이 많은 장교이자 육군원수인 헨드릭 오버크리크(Hendrik Overkirk) 백작 휘하의 네덜란드 부대의 전군에 대한 지휘권을 가지고 있었다. 그의 군대는 오우데나르데 근처의 임시 다리가 붕괴되는 바람에 강을 건널 수가 없었고, 도시의 돌다리를 이용하여 강을 건너야 했기 때문에 한시간정도 늦어지게 되었다. 말버러 공작은 계획에 착수하여 외젠 공작의 기병대에게 돌격을 명했다. 이 돌격은 부르고뉴 공작의 사령부에 행해졌다. 프랑스군의 본진을 지키던 기병대는 메종 드 로이(Maison du Roi)부대였는데, 이들은 외젠 공작의 기병대에 대하여 반격을 가할 수 있었다. 그리고 18개의 헤센인과 하노버 인으로 구성된 보병대대를 이끌고 있던 말버러 공작은 프랑스군의 우익에 대하여 계속 감시하는 것 이외에는 아무 행동도 할 수 없었다.
오후 8시 30분경 오버크리크의 군대가 드디어 도착하여 프랑스군의 우익에 대한 공격을 개시했다. 이는 말버러 공작과 외젠 공작의 공격을 결속시킬 수 있었고, 오버크리크의 작전은 완벽히 성공하여 프랑스군의 대다수가 궤주상태가 되거나 포로로 잡혔다. 그러나 작전을 계속하기에는 시간이 충분하지 않았다.

## 결과
프랑스군은 사령관끼리의 엄청난 불화와 함께 겐트에서 철수하였다. 임시 다리의 붕괴로 인해 프랑스군은 전군이 괴멸되는 상태에서 벗어날 수 있었다고 한다.
예상조차 할 수 없는 알려지지 않은 이유로 프랑스군의 약 절반이 움직이지 않았다고 한다. 프랑스 기병대의 대군과 보병대의 일부가 노르켄(Norken)강의 북쪽으로 올라갔고, 많은 부르고뉴 공작의 부대가 움직이지 않은 상태로 남아있었다. 이렇게 움직이지 않은 것은 프랑스군에게 좋지않은 결정이었다. 기병대는 움직이지 않은 상태로 남아있었는데, 이는 땅의 상태가 기병대가 움직일 수 없는 상태라는 조언 때문이었다. 좌익의 대다수(부르고뉴 휘하의 병력과 노르켄 북부의 많은 부대)는 움직이지 않은 상태를 유지하였다. 그들은 쉽게 동맹군의 좀 더 약한 우익을 격파할 수 있었고, 동시에 부르고뉴 공작이 좌익을 공격하는 동안(오버크리크와 아가일의 군대가 도착하기 전에) 그의 전군이 동맹군 우익에게 포위되어 있던 방돔의 군세와 함께 공격을 수행하였다면 프랑스군은 손쉽게 승리를 거둘 수 있었을 것이다.
프랑스군은 15,000명의 병사(약 8,000명이 포로로 잡혔다.)와 25문의 포를 잃었으나 반면에 동맹군은 3,000명 이하의 병력만을 잃었다.

## 더 읽어보기
- OUDENARDE 1708 by Christopher SCott. Partizan Press 2008

## 같이 보기
- 릴 공성전 (1708년)